# Pamphylische smaragdhagedis
De Pamphylische smaragdhagedis (Lacerta pamphylica) is een hagedis uit de familie echte hagedissen (Lacertidae).

## Naam en indeling
De wetenschappelijke naam van de soort werd voor het eerst voorgesteld door Josef Friedrich Schmidtler in 1975. Oorspronkelijk werd de hagedis als een ondersoort van de reuzensmaragdhagedis (Lacerta trilineata) en werd de wetenschappelijke naam Lacerta trilineata pamphylica gebruikt. In 1986 erkende Schmidtler de hagedis als een aparte soort. Het is een van de halsbandhagedissen uit het geslacht Lacerta.

## Levenswijze
De hagedis is bodembewonend en is overdag actief. De vrouwtjes zijn eierleggend en zetten tussen de zeven en de twintig eieren af.

## Verspreiding en habitat
De Pamphylische smaragdhagedis komt voor in delen van uiterst oostelijk Europa en leeft endemisch in Turkije. De hagedis komt voor in het centrale deel van de zuidelijke kuststrook. De habitat bestaat uit drogere streken met een open, struikachtige vegetatie. De hagedis is aangetroffen van zeeniveau tot op een hoogte van ongeveer 1500 meter boven zeeniveau.

### Beschermingsstatus
Door de internationale natuurbeschermingsorganisatie IUCN is de beschermingsstatus 'veilig' toegewezen (Least Concern of LC).